# Kunzea ciliata
Kunzea ciliata là một loài thực vật có hoa trong Họ Đào kim nương. Loài này được Toelken mô tả khoa học đầu tiên năm 1996.